# مورمونیسم و خشونت
مورمونیسم و خشونت (انگلیسی: Mormonism and violence)، مورمون‌ها به عنوان یک گروه مذهبی در طول تاریخچه خود، موارد قابل توجهی از خشونت را تجربه کرده‌اند. در دوران اولیه تاریخ ایالات متحده آمریکا، از خشونت به عنوان گزینه ای برای قدرت نمایی و تسلط بهره گرفته می‌شد. مورمون‌ها در چند مکان، با اذیت و آزار و طرد اجباری مواجه شدند. آنها از اوهایو به میزوری و از میزوری به ایلینوی رانده شدند، در نهایت در قلمرو یوتا سکنی گزیدند. این کوچ‌های اجباری، اغلب با خشونت‌هایی همچون کشتار، سوزاندن خانه‌ها و غارتگری همراه بود.
یک رخداد قابل توجه، مرگ جوزف اسمیت، پیامبر آنها بود. در سال ۱۸۴۴ که اسمیت در شهر کارتج، ایلینوی در حبس تحت حفاظت قرار داشت، توسط یک فردی از دسته اراذل و اوباش به قتل رسید. او تلاش کرد بوسیله یک تپانچه کوچک که از طریق رهبر کلیسا، کوروش ویلوک تهیه کرده بود ازخودش دفاع کند ولی در نهایت هنگامی که در حال فرار از طریق پنجره بود توسط آن فرد مورد هدف قرار گرفت. همچنین برادرش هیریوم اسمیت هم به قتل رسید.
همین‌طور مواردی وجود دارد که خود مورمون‌ها مسبب خشونت بودند. به عنوان مثال، تحت هدایت رهبران مورمون، دنیت‌ها شهرستان دیویس را غارت کرده و به آتش کشیدند و با افراد داوطلب نظامی ایالت میزوری طی جنگ مورمون ۱۸۳۸ درگیر شدند. اضافه بر اینها، حوادثی همچون کشتار مراتع کوهستان، کشتار بتل کریک و کشتار سیرکل‌ویل وجود دارد که مورمون‌ها مسبب اعمال خشونت آمیز بر علیه گروه‌های غیر مورمون بودند. وانگهی، مورمون‌ها در مناقشات مختلفی همچون جنگ واکر و جنگ شاهین سیاه حضور داشتند که درگیری‌هایی بین کوچ کندگان مورمون و قبایل بومی آمریکا در غرب ایالات متحده می‌باشد. 
این خشونت‌ها بر تاریخ و اصول جنبش قدیسان آخرالزمان تأثیر گذاشته‌است.